# Pattillo Higgins
Pattillo Higgins (5 de diciembre de 1863 - 5 de junio de 1955) fue un hombre de negocios y geólogo autodidacta estadounidense. Se ganó el apodo de "El Profeta de Spindletop" por sus logros en el negocio del petróleo, que permitieron acumular numerosas grandes fortunas. Se asoció para formar la Gladys City Oil Gas and Manufacturing Company, y posteriormente fundó la Higgins Standard Oil Company. 

## Primeros años
Pattillo Higgins era hijo de Roberto James y de Sarah (Raye) Higgins. Nació el 5 de diciembre de 1863, en Sabine Pass (Texas). Su familia se mudó a Beaumont cuando tenía seis años. Asistió a la escuela hasta llegar al cuarto grado, después de lo cual aprendió el oficio de armero, enseñado por su padre.
En su juventud, fue un alborotador pendenciero, violentando y acosando a los afroamericanos. Cuando tenía diecisiete años, entró en una iglesia bautista negra para causar un alboroto, cuando llamó la atención de un ayudante del sheriff, que realizó un disparó de advertencia sobre la cabeza de Higgins; este le devolvería el disparo, que resultaría mortal. El agente herido logró disparar nuevamente, alcanzando a Higgins en el brazo izquierdo, que se le infectaría más tarde, teniendo que amputársele desde el codo hacia abajo. Higgins fue llevado a juicio por el asesinato del ayudante del sheriff, pero sería declarado inocente por un jurado que percibió su acto como defensa propia.
Después de su absolución, trabajó como maderero a lo largo de la frontera entre Texas y Luisiana, aparentemente sin problemas por la falta de un brazo. Fue en 1885 cuando asistió a una reunión de avivamiento de la fe bautista, donde tomó la decisión de convertirse en cristiano. Al darse cuenta de que los campamentos madereros no eran el lugar ideal para mantener una moralidad recta, decidió regresar a Beaumont (Texas) para establecerse como un hombre de negocios.

## Carrera en los negocios
Al principio, Higgins se aventuró en el sector inmobiliario, y con el dinero que había ahorrado como maderero, fundó la Higgins Manufacturing Company, dedicada a fabricar ladrillos. El negocio despertó su interés en el petróleo y el gas, ya que los usaba para que sus hornos cocieran los ladrillos de manera uniforme. Decidió viajar a Pensilvania para conocer estos combustibles y estudiar las características geográficas que dan señales de la presencia de petróleo subterráneo. Al estudiar geología por su cuenta, se dedicó a encontrar estas pistas leyendo todos los informes y libros del Servicio Geológico de los Estados Unidos que pudo encontrar. Los detalles que aprendió le recordaron lo que algunos lugareños de Beaumont llamaban "Montículo de Sour Hill", un lugar donde frecuentemente llevaba a sus estudiantes de la escuela dominical en sus salidas. Este montículo fue descrito como "acre" debido al desagradable olor a azufre que salía de los manantiales existentes a su alrededor. Convencido de que este montículo en forma de domo de sal tenía petróleo debajo, Higgins se asoció por primera vez con George O'Brien, George Carroll, Emma John y J.F. Lanier para formar la Gladys City Oil, Gas and Manufacturing Company en 1892. Fue durante este tiempo cuando otros geólogos formados académicamente, descartaron la idea de encontrar petróleo a lo largo de la región de la Costa del Golfo de los Estados Unidos. La integridad personal de Higgins incluso llegó a ser cuestionada por el periódico local. Sin embargo, su conocimiento informal de la geología influyó en su creencia de que el campo de Spindletop contenía petróleo debajo, debido a la presencia de filtraciones de agua mineral y gas, y logró convencer a los socios para que continuaran con la empresa. El trabajo comenzó al año siguiente, pero los tres intentos de perforación superficial no pudieron localizar el petróleo debido a las arenas movedizas y a la arcilla inestable situados por debajo de la colina. Higgins mantuvo su propiedad y los arrendamientos de tierras sobre el domo de sal, pero renunció a la compañía. 

### Asociación con Anthony Lucas
No dispuesto a renunciar a la esperanza de encontrar petróleo, colocó numerosos anuncios en revistas industriales y publicaciones comerciales en un esfuerzo por despertar el interés de algún inversor en la perspectiva de perforar un pozo exitoso sobre el domo. Solo un hombre respondió a los anuncios, un croata estadounidense llamado Anthony Francis Lucas, que firmó acuerdos con la Gladys City Company y también con Higgins en 1899. En junio del año siguiente, se comenzó a perforar de nuevo. El primer pozo que Lucas hizo con su equipo ligero se derrumbó después de alcanzar 175 m. Este fracaso agotó los recursos económicos de los socios, por lo que Lucas recurrió a John H. Galey y James M. Guffey de Pittsburgh para obtener su respaldo. Los términos establecidos por Guffey (que poseía y controlaba los fondos) limitaron el porcentaje de Lucas a una pequeña cantidad, y eliminaron a Higgins, dejándolo por completo fuera del acuerdo.

### ElLucas Gusheren Spindletop

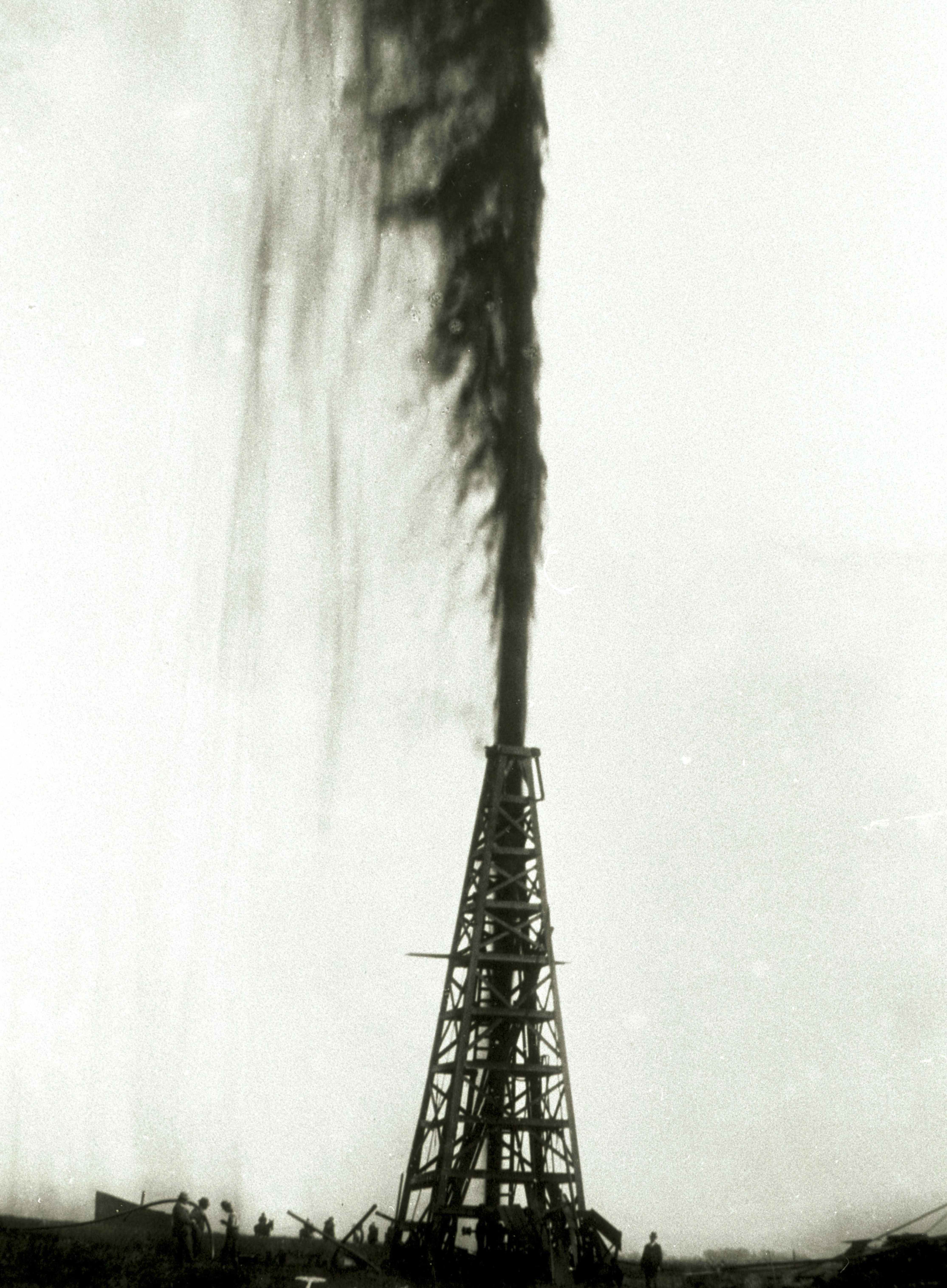
El 10 de enero de 1901, brotó el chorro del "Lucas 1" en Spindletop, exactamente en la colina donde Higgins predijo

A finales de octubre de 1900, con la ayuda del experimentado equipo de Al y Curt Hamill de Corsicana, la perforación comenzó nuevamente. Esta vez, se realizaría con una nueva broca rotativa, más pesada y más eficiente. Durante los siguientes meses, fue difícil continuar la perforación a través de las arenas subterráneas. El 10 de enero de 1901, las seis toneladas de tubos de cuatro pulgadas (102 mm) de diámetro de la tubería de perforación, comenzaron a salir hacia arriba, haciendo que los agricultores de las granjas cercanas huyeran. El géiser disparó petróleo a más de 45 m de altura y fluyó con un caudal estimado de 100.000 barriles diarios (16.000 m³/día). El pozo estaba a una profundidad de 310 m, en la ubicación precisa que inicialmente predijo Higgins, y no se habría encontrado petróleo si hubiera sido perforado a tan solo 15 m hacia el sur.
Este pozo, que se denominó "Lucas 1", tenía un caudal inicial mayor que el de todos los pozos de petróleo de los Estados Unidos combinados en ese día. El campo petrolífero Spindletop produjo más de 3 millones de barriles el primer año de operación, y más de 17 al año siguiente. Esto supuso en la práctica el final efectivo del monopolio mundial de John D. Rockefeller.

### Demanda contra Lucas y la Gladys City Company
Higgins demandó a Lucas y la Gladys City Oil, Gas and Manufacturing Company por ignorar sus derechos, utilizando la base de que el segundo arrendamiento no era válido porque el primer arrendamiento aún no había expirado cuando se promulgó el segundo. Después de que las partes llegaron a un acuerdo extrajudicial, Higgins formó la Compañía de Petróleo y Combustible Higgins, ubicada en el centro de Spindletop. Esta compañía era vulnerable a las ofertas de adquisición, debido a la prospección de tierras excesivamente precavida de Higgins, lo que permitió al barón maderero y empresario John Henry Kirby hacerse con la propiedad en 1902, comprando sus acciones de la compañía por 3 millones de dólares. Higgins mantuvo los derechos de arrendamiento de su tierra y fundaría la Higgins Standard Oil Company. Posteriormente, perforó otros pozos con varios inversores, con el hábito excéntrico de retirar sus intereses, dejando la mayoría de las ganancias para otros.

## Vida posterior y muerte
El estilo de vida de Higgins era variado en intereses y ocupaciones. Además de trabajar como buscador de petróleo independiente, sus diversas actividades incluyeron el trazado de planos, y sus trabajos como inventor, artista e ingeniero, por nombrar algunos. Sus creencias religiosas lo mantuvieron alejado del entretenimiento público y de los lugares de reposo, además de mantener una fuerte creencia en contra de la venta de alcohol. Además de residir en Beaumont, adquirió propiedades en Houston y San Antonio. Permaneció soltero hasta los 45 años. En 1905, adoptó a una joven llamada Annie Jahn, que en ese momento tenía quince años. Tres años después, Higgins se casó con ella y luego tuvieron tres hijos, a pesar del escándalo. Higgins murió en San Antonio el 5 de junio de 1955.

## En la cultura popular
- El 4 de diciembre de 1955, seis meses después de la muerte de Higgins, su personaje fue interpretado por el actor Robert Bray en la serie de historia de la CBS You Are There en el episodio titulado "Spindletop - The First Great Texas Oil Strike (10 de enero de 1901)". Holly Bane fue elegido como Marion Fletcher; Parley Baer como el Capitán Lucas; Jean Byron como Caroline Lucas; DeForest Kelley como Al Hammill; Tyler McVey como el alcalde Wheat; y William Fawcett como un agricultor.[12]

## Higgins World's Oil Company
Del Prescott Evening Courier - 23 de diciembre de 1905: Artículos del establecimiento de la "Higgins World Oil Company"

## Lecturas relacionadas
- East Texas Historical Association, "A self-taught Texas wildcatter: Pattillo Higgins and the Hockley Oil Field", by Ronald H. Limbaugh, East Texas Historical Journal, Vol 34 No. 1, 1996, Nacogdoches, Tx 75962